# 시마나카 사건
시마나카 사건(嶋中事件)은 1960년 2월 1일 일본 도쿄도 신주쿠구에 거주하던 중앙공론(中央公論)사의 사장 시마나카의 아내와 가정부 마루야마 가네가 대일본애국당 소속의 극우 청년들의 피습을 당한 사건이다. 고모리 가즈타카 등은 1959년 후카자와 시치로(深澤七郞)의 일본 천황과 황태자가 일본민중에 의해 참수형당한다는 내용의 글 『풍류몽담』(風流夢譚)을 게재한 주오공론사의 사장 시마나카의 집에 침입, 그의 아내와 가정부 마루야마를 피습하였다. 마루야마는 현장에서 즉사했고 경시청의 공개 수배 직후인 2월 2일 고모리 등은 자수하였다. 고모리 등은 살인혐의로 1962년 도쿄지방재판소에서 징역 15년형을 받았고, 1964년 도쿄 고등 재판소에서 형이 확정되었다. 고모리는 복역 중 1971년 옥사하였다.

## 같이 보기
- 대일본애국당
- 고모리 가즈타카
- 아사누마 이네지로 암살 사건
- 야마구치 오토야
- 아카오 빈
- 미시마 유키오

## 참고 자료
- 堀幸雄『戦後の右翼勢力』（1983년、勁草書房）
- 日本ジャーナリスト会議出版支部編『目でみる出版ジャーナリズム小史 増補版』（1989년、高文研）
- 猪野健治『日本の右翼』（2005년、筑摩書房（ちくま文庫））
- 粕谷一希『中央公論社と私』（1999년、文藝春秋）